# Celio Calcagnini

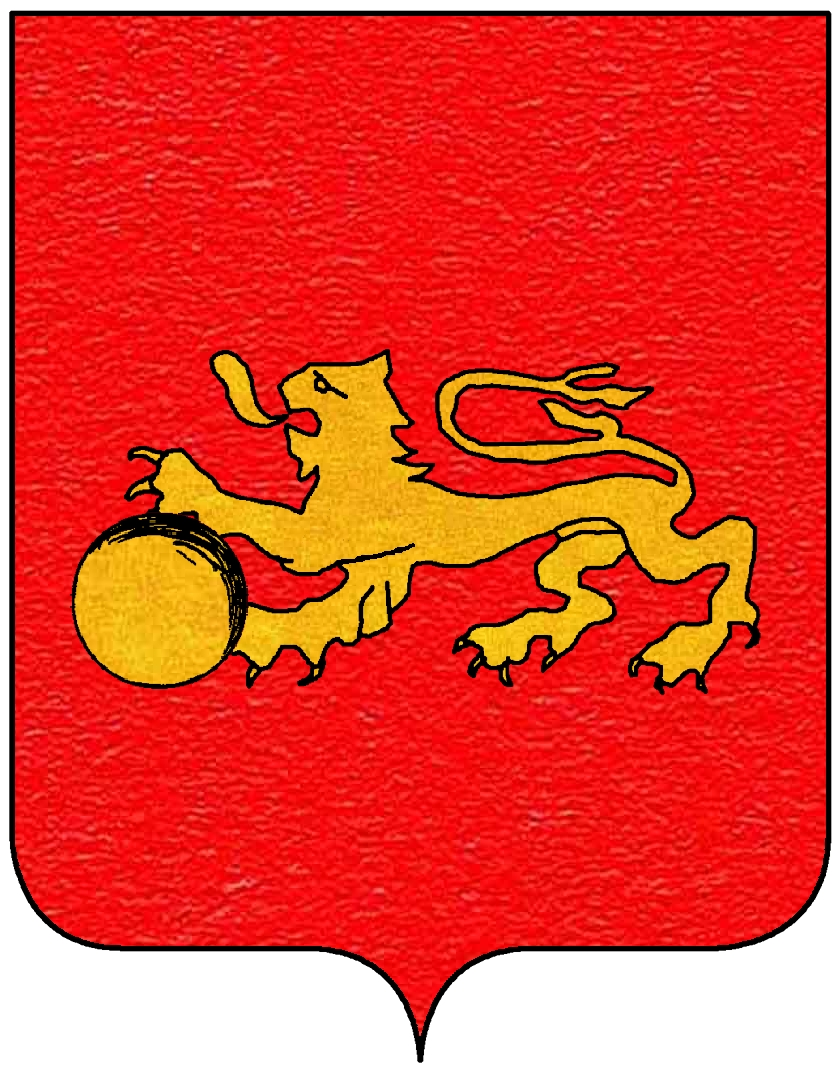
Stemma Calcagnini

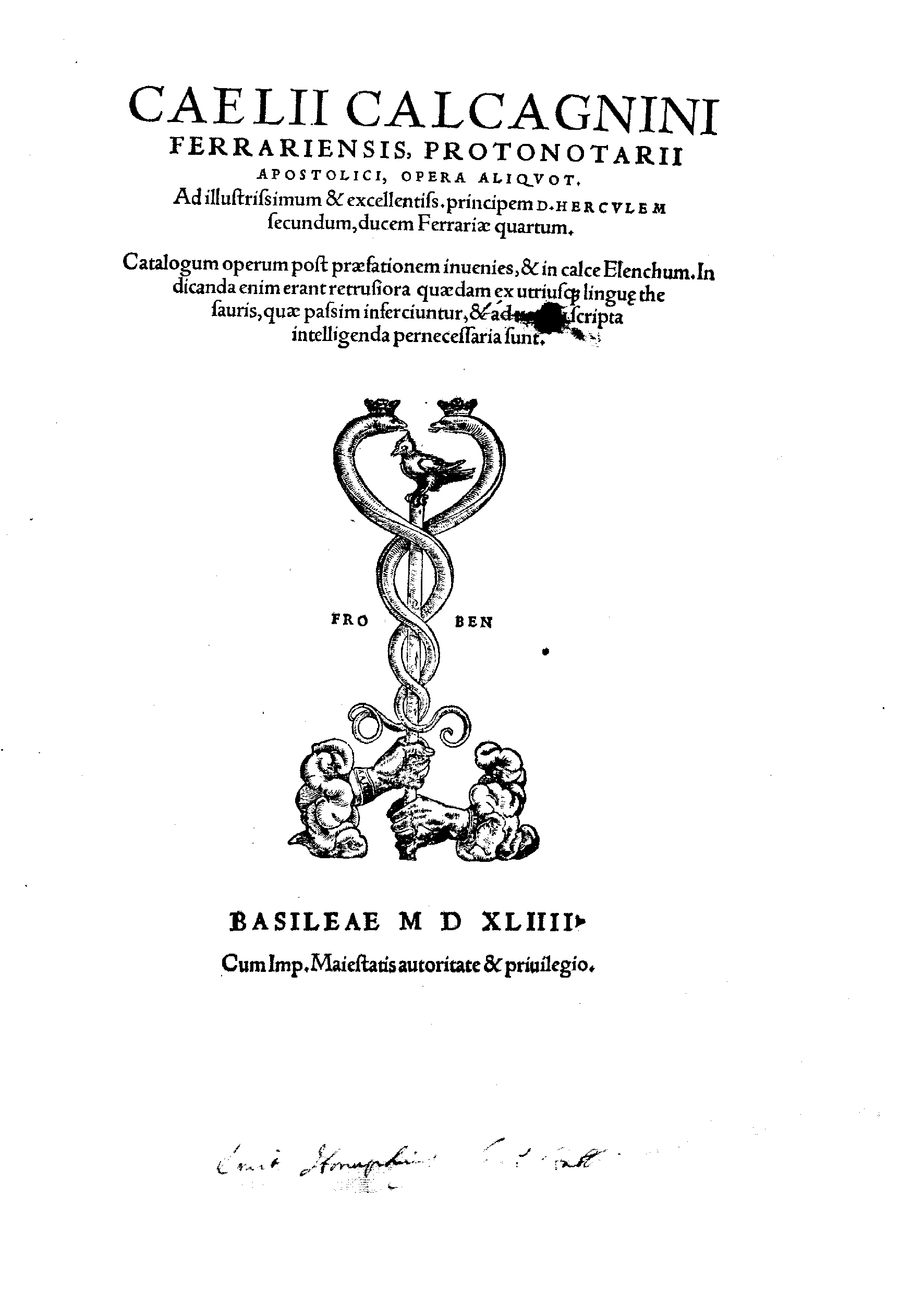
Opere, 1544

Celio Calcagnini (Ferrara, 17 settembre 1479 – Ferrara, 24 aprile 1541) è stato un umanista, diplomatico e astronomo italiano, al servizio del Ducato di Ferrara. Uno dei più dotti sapienti dell'epoca rinascimentale, soldato, ecclesiastico, professore, poeta, filosofo e storico, fu celebrato da Ludovico Ariosto nell'Orlando furioso (XLII.90, XLVI.14), e formulò una teoria sul moto della Terra influenzata da quella copernicana.

## Biografia e carriera diplomatica
Figlio naturale del protonotario apostolico Mario Calcagnino Calcagnini e di Lucrezia Constantini, in gioventù fu arruolato sia nell'esercito dell'impero, sotto l'imperatore Massimiliano I, sia in quello pontificio (papa Giulio II), dal 1494 (invasione di Carlo VIII di Francia) al 1506. Dopo un breve periodo come diplomatico del duca di Ferrara in Germania, Polonia e Ungheria e, dopo il soggiorno del 1518 a Cracovia (dove forse udì parlare dell'ipotesi copernicana) Calcagnini si fece ecclesiastico e, nel 1509, divenne professore di belle lettere all'università di Ferrara, conservando l'incarico fino alla morte.
Guadagnata la fiducia del cardinale Ippolito d'Este, fratello del duca Alfonso, fu dapprima nominato canonico della cattedrale di Ferrara; successivamente fu elevato al rango di protonotario. Come rappresentante del cardinale di Ferrara partecipò all'elezione imperiale di Carlo V (28 giugno 1519).
Il 3 settembre 1520 morì Ippolito d'Este, e il Calcagnini (che tenne la commemorazione funebre nella cattedrale di Ferrara), interrotta la sua attività diplomatica, si stabilì definitivamente nella sua città. Tornò all'insegnamento universitario e, fino al 1525, fu precettore del futuro cardinale Ippolito II d'Este.
Nel 1539 fu ambasciatore presso papa Paolo III per il duca di Ferrara Ercole II d'Este, figlio di Alfonso.

## Studi umanistici
Durante il suo viaggio a Roma nel 1519 entrò in contatto con quegli studiosi oggetto del mecenatismo di papa Leone X — Girolamo Aleandro, Fabio Calvo, Paolo Giovio e Raffaello — che poi descriverà come studiosi degli antichi. Tra le sue opere ricordiamo:
- De libero animi motu, uno scritto religioso col quale sostiene la posizione di Erasmo da Rotterdam e del suo De libero arbitrio;
- De rebus Aegyptiacis, una traduzione del De Iside et Osiride di Plutarco, che risvegliò l'interesse per l'Egitto e in particolare per i geroglifici;
- Descriptio Silentii, studio sotto forma di visione della figura del dio del silenzio Arpocrate;
- Anteros, sive de mutuo amore, interpretazione neo-platonica del mito di Eros e Anteros;
- Quod caelum stet, Terra moveatur vel de perenni motu Terrae, opuscolo scritto probabilmente prima del 1525.

Questi ultimi quattro furono pubblicati dopo la sua morte, nel 1544, a Basilea, nella Opera aliquot.

## Studi scientifici
Calcagnini formulò una teoria sui moti della terra simile a quella proposta dal suo contemporaneo Niccolò Copernico. La teoria fu pubblicata nel trattato Quod caelum stet, terra vero moveatur, vel de perenni motu Terrae all'interno dell'Opera aliquot (1544), ma già formulato intorno al 1525. Sebbene non documentato, un rapporto tra Copernico e Calcagnini è probabile, in quanto l'astronomo polacco aveva studiato a Ferrara, conseguendo la laurea in diritto canonico nel 1503, e Calcagnini si era recato nel 1518 a Cracovia, dove viveva Copernico.
La teoria di Calcagnini consisteva nel considerare la Terra in moto rotatorio, accompagnato da un moto oscillatorio. La composizione di questi due moti sarebbe stata la causa, tra le altre cose, della precessione degli equinozi e dell'oscillazione delle acque del mare, spiegando così la formazione delle maree, idea poi ripresa da G. Galilei. Nel trattato, dunque, Calcagnini sostenne la rotazione diurna della Terra, ma non la sua rivoluzione annua attorno al Sole. L'opuscolo fu pubblicato a Basilea solo nel 1544 e rimase pressoché ignoto.
La sistemazione di Calcagnini influenzò Andrea Cesalpino (1519-1603), che la difese nel suo Quaestiones peripateticae (1569), e che a sua volta influenzò Galileo Galilei, che giunse a credere, sbagliando, che il fenomeno delle maree fosse una dimostrazione del moto della Terra.

### Fonti primarie
- (LA) Celio Calcagnini, Opere, Basileae, Hieronymus Froben, Nikolaus Episcopius, 1544. URL consultato il 29 giugno 2015.
- Celio Calcagnini, Celii Calcagnini Ferrarensis,... Opera aliquot, Basilae, Froben, Hyeronimus & Episcopius, Nikolas, 1544

### Fonti secondarie
- Parte di questo testo proviene dalla relativa voce del progetto Mille anni di scienza in Italia, pubblicata sotto licenza Creative Commons CC-BY-3.0, opera del Museo Galileo - Istituto e Museo di Storia della Scienza (home page)
- Bardi, Alberto, Omodeo, Pietro Daniel, "Il Quod caelum stet, terra moveatur di Celio Calcagnini: contesto scientifico e traduzione," Physis, Vol. 59, N. 1 (2024), pp. 1–56.
- Breen, Quirinus, "Celio Calcagnini (1479-1541)", Church History, Vol. 21, N. 3 (settembre, 1952), pp. 225–238.
- Russo, Lucio, Flussi e riflussi. Indagine sull'origine di una teoria scientifica, Feltrinelli, 2003, ISBN 8807103494, pp. 85–88.